# Варріер (Алабама)
Варріер (англ. Warrior) — місто (англ. city) в США, в округах Блаунт і Джефферсон штату Алабама. Населення — 3224 особи (2020).

## Географія
Варріер розташований за координатами 33°48′55″ пн. ш. 86°48′55″ зх. д. / 33.81528° пн. ш. 86.81528° зх. д. (33.815214, -86.815273).  За даними Бюро перепису населення США в 2010 році місто мало площу 25,31 км², уся площа — суходіл.

## Демографія
Згідно з переписом 2010 року, у місті мешкало 3176 осіб у 1336 домогосподарствах у складі 886 родин. Густота населення становила 125 осіб/км².  Було 1453 помешкання (57/км²).
Расовий склад населення:
| - 83,1 % — білих - 14,2 % — чорних або афроамериканців - 0,4 % — азіатів - 0,2 % — корінних американців - 0,1 % — вихідців з тихоокеанських островів |

До двох чи більше рас належало 1,8 %. Частка іспаномовних становила 0,8 % від усіх жителів.
За віковим діапазоном населення розподілялося таким чином: 21,4 % — особи молодші 18 років, 62,7 % — особи у віці 18—64 років, 15,9 % — особи у віці 65 років та старші. Медіана віку мешканця становила 40,3 року. На 100 осіб жіночої статі у місті припадало 91,7 чоловіків;  на 100 жінок у віці від 18 років та старших — 89,3 чоловіків також старших 18 років.
Середній дохід на одне домашнє господарство  становив 51 046 доларів США (медіана — 45 396), а середній дохід на одну сім'ю — 62 286 доларів (медіана — 56 176). Медіана доходів становила 50 717 доларів для чоловіків та 27 716 доларів для жінок. За межею бідності перебувало 18,8 % осіб, у тому числі 46,2 % дітей у віці до 18 років та 6,3 % осіб у віці 65 років та старших.
Цивільне працевлаштоване населення становило 1483 особи. Основні галузі зайнятості: освіта, охорона здоров'я та соціальна допомога — 17,0 %, фінанси, страхування та нерухомість — 15,9 %, роздрібна торгівля — 15,1 %.